# Chlorek platyny(II)
Chlorek platyny(II), PtCl
2 – nieorganiczny związek chemiczny z grupy chlorków, związek chloru i platyny na II stopniu utlenienia. Nie rozpuszcza się w wodzie ani w etanolu, rozpuszcza się natomiast w kwasie solnym.
Związek ten można otrzymać w wyniku ogrzewania kwasu chloroplatynowego w temperaturze 350 °C bądź chlorku platyny(IV) w 450 °C:
H
2PtCl
6 → PtCl
2 + Cl
2 + 2HCl
PtCl
4 → PtCl
2 + Cl
2